# Sublime
A Sublime amerikai zenekar a kaliforniai Long Beachből.
Tagjai: Bradley Nowell (ének és gitár), Bud Gaugh (dob) és Eric Wilson (basszusgitár).
Zenéjükben reggae, dub, punk, acoustic rock és hiphopelemek ötvöződnek.

## Lemezek

### Nagylemezek
- 40 Oz. to Freedom (CD) - Gasoline Alley/MCA - 1992 2x Platinum
- Robbin' the Hood (CD) - Skunk Records - 1994 Gold
- Sublime (CD) - MCA - 1996 (re-released in 2006) 5X Platinum

### Emlékalbumok
- Look at All the Love We Found (CD) - Cornerstone Ras - 2005
- Forever Free (CD) - Baseline Music Co. - 2006

### Válogatások és koncertalbumok
- What I Got (EP) (CD) - 1997
- Second-hand Smoke (CD) - MCA - 1997
- Stand by Your Van (CD) - MCA - 1998
- Sublime Acoustic: Bradley Nowell & Friends (CD) - Gasoline Alley - 1998
- Greatest Hits (CD) - MCA - 2000
- 20th Century Masters: The Millennium Collection: The Best of Sublime (CD) - MCA - 2002
- Gold (CD) - Gasoline Alley - 2005
- Everything Under the Sun (3CD/1DVD Box Set) - Geffen -  2007
- Saturday Morning (LP/CD/CS) V/A
- MOM2 (CD) V/A
- X-Games (CD) V/A
- Tromeo and Juliet [Soundtrack] (Record) V/A